# Macconnens
Villarimboud is een plaats en voormalige gemeente in het Zwitserse kanton Fribourg en maakt deel uit van het district Glâne.

## Geschiedenis
Op 1 januari 1973 werd Macconnens opgenomen in de buurgemeente Villarimboud die 1 januari 2005 fuseerde de gemeente met Lussy tot de gemeente La Folliaz die op 1 januari 2020 fuseerde met Villaz-Saint-Pierre tot de huidige gemeente Villaz.